# Kathleen Smet
Kathleen Smet (Beveren, 19 de enero de 1970) es una deportista belga que compitió en triatlón.
Ganó cuatro medallas en el Campeonato Europeo de Triatlón entre los años 2000 y 2003. Además obtuvo dos medallas en el Campeonato Mundial de Triatlón de Larga Distancia, oro en 2005 y plata en 2002.

## Palmarés internacional
| Campeonato Europeo | Campeonato Europeo             | Campeonato Europeo | Campeonato Europeo |
| Año                | Lugar                          | Medalla            | Prueba             |
| ------------------ | ------------------------------ | ------------------ | ------------------ |
| 2000               | Stein (Países Bajos)           | Medalla de oro     | Individual         |
| 2001               | Karlovy Vary (República Checa) | Medalla de plata   | Individual         |
| 2002               | Győr (Hungría)                 | Medalla de oro     | Individual         |
| 2003               | Karlovy Vary (República Checa) | Medalla de bronce  | Individual         |

| Campeonato Mundial | Campeonato Mundial     | Campeonato Mundial | Campeonato Mundial |
| Año                | Lugar                  | Medalla            | Prueba             |
| ------------------ | ---------------------- | ------------------ | ------------------ |
| 2002               | Niza (Francia)         | Medalla de plata   | Individual         |
| 2005               | Fredericia (Dinamarca) | Medalla de oro     | Individual         |